# Spartothamnella
Spartothamnella es un género de plantas con flores con tres especies pertenecientes a la familia de las lamiáceas, anteriormente se encontraba en las verbenáceas.
Es nativo de Australia.

## Especies
- Spartothamnella juncea (A.Cunn. ex Walp.) Briq. in H.G.A.Engler & K.A.E.Prantl, Nat. Pflanzenfam. 4(3a): 161 (1894).
- Spartothamnella puberula (F.Muell.) Maiden & Betche, Census N.S.W. Pl.: 177 (1916).
- Spartothamnella teucriiflora (F.Muell.) Moldenke, Phytologia 1: 430 (1940).